# Arthemesia
Gli Arthemesia sono un gruppo musicale black metal finlandese fondato nel 1994 con il nome di Celestial Agony.
Il nome del gruppo deriva dall'Artemisia absinthium, nome latino della pianta dalla quale si ricava l'assenzio, che si ritiene avere molte qualità eteree. La musica consiste prevalentemente nella proiezione della filosofia della band, ovvero la glorificazione del satanismo e dell'occulto, ma anche della natura e dello sciamanismo.
Durante l'attività della band si sono alternati nella formazione diversi musicisti che hanno fatto parte degli Ensiferum come Jari Mäenpää (attuale leader dei Wintersun), Oliver Fokin (ex-Wintersun), Kimmo Miettinen e l'attuale chitarrista Jukka-Pekka Miettinen (sotto lo pseudonimo Mor Voryon).

## Formazione

### Formazione attuale
- Valtias Mustatuuli - voce
- Mor Voryon (Jukka-Pekka Miettinen) - chitarra, cori
- Magistra Nocte - tastiera, cori
- S.M. NekroC - chitarra
- Erzebeth Meggadeath (Marko Tarvonen) - batteria

### Ex componenti
- Mor Vethor (Kimmo Miettinen) - batteria
- Oliver Fokin - batteria
- Arbaal (Jari Mäenpää) - chitarra, cori
- Routa - chitarra
- Misery - tastiera
- Aconitum - basso
- Dr. K.H. (Kai Hahto) - batteria
- Janne G'thaur - basso

## Discografia

### Album in studio
- 2001 - Devs - Iratvs
- 2009 - a.O.a.

### Demo
- 1998 - Demo '98
- 1999 - The Archaic Dreamer
- 2002 - Promon02AB
- 2007 - The Hyperion Elements

### EP
- 2006 - ShamaNatahS